# Brouwerij Chevalier Marin

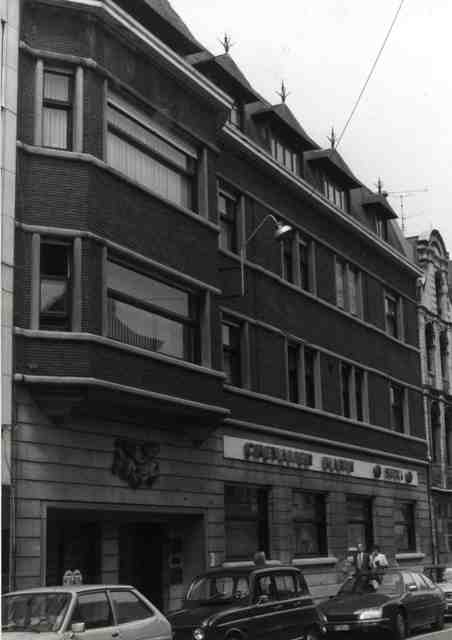
Kantoorvleugel van ca. 1924 aan de Befferstraat (foto 1979)

Brouwerij Chevalier Marin (of Zeeridder) in Mechelen was een bierbrouwerij van lichtere bieren.
De directie huisde in een statig pand langs de Befferstraat in Mechelen en de brouwactiviteiten bevonden zich achteraan, voornamelijk gelegen langs de Varkensstraat in Mechelen.
Eind jaren 80 van de 20e eeuw werden alle brouwactiviteiten gestaakt waardoor jarenlang een leegstand werd genoteerd in de Mechelse binnenstad.
Eind jaren 90 van de 20e eeuw werd het directiepand omgebouwd tot een onderkomen voor verschillende stadsdiensten en de achtergelegen gebieden rond de Varkensstraat veranderden in sociale hoogbouw met kleinere appartementen. In een van die appartementen heeft de Mechelse zangeres Jo Leemans een tiental jaren gewoond.